# Schuhjoggens
Schuhjoggens ist eine Einzelsiedlung auf der Gemarkung Haidgau von Bad Wurzach im Landkreis Ravensburg.

## Lage
Schuhjoggens liegt auf dem Haidgauer Berg, der wiederum Teil des Haisterkircher Rückens ist. Die Ortschaft liegt im Naturraum Riß-Aitrach-Platten (Naturraum-Nr. 41), welcher Teil der Großlandschaft Donau-Iller-Lech-Platte (Großlandschaft-Nr. 4) ist.
Geografisch befindet sich Schuhjoggens etwa:
- 100 m östlich von Gores
- 150 m nördlich des Winterbrandhofs
- 580 m südwestlich von Rotenhäusler
- 1,2 km südlich der Kapelle St. Sebastiane
- 1,6 km nordöstlich von Ehrensberg.
- 1 km nordwestlich des Ortskerns von Haidgau
- 2 km südwestlich von Haisterkirch[2]

Die Einöde liegt zudem im Gewässereinzugsgebiet der Aitrach, an der Grenze zum Einzugsgebiet der Osterhofer Ach. Etwa 350 Meter nordöstlich von Harzers treffen diese beiden Einzugsgebiete mit dem Einzugsgebiet des Wengener Mühlbachs (einem Nebenfluss der Aitrach) zusammen.

## Verkehrsanbindung
Schuhjoggens ist über einen rund 600 m langen Gemeindeverbindungsweg an die Landesstraße L 300 an das Straßennetz angebunden, die von Haisterkirch (im Nordwesten) über Harzers nach Haidgau (im Südosten) führt.
In südöstlicher Richtung führt dieser Gemeindeverbindungsweg über Winterbrandhof und Göglers nach Haidgau.

### Öffentlicher Personennahverkehr
Die nächstgelegene Bushaltestelle, Bad Wurzach Haidgau Brand, liegt etwa 100 Meter südwestlich von Harzers. Der nächst Bahnhaltepunkt ist in Bad Waldsee. Dieser ist mit dem Pkw etwa 6,1 km und mit dem Fahrrad (über St. Sebastiane) etwa 8,5  km entfernt.

### Radverkehr
In Schuhjoggens selbst gibt es keine ausgewiesenen Rad- oder Gehwege. Die nächste Anbindung an das RadNETZ BW ist bei Haisterkirch. Laut Radroutenplaner beträgt die Strecke dorthin über St. Sebastiane 3,1 km, wobei 15 Höhenmeter bergauf und 129 Höhenmeter bergab zu überwinden sind.
Nach Haidgau kommt man mit dem Fahrrad über den Gemeindeverbindungsweg, der über Winterbrandhof und Göglers verläuft.